# GJ 1116

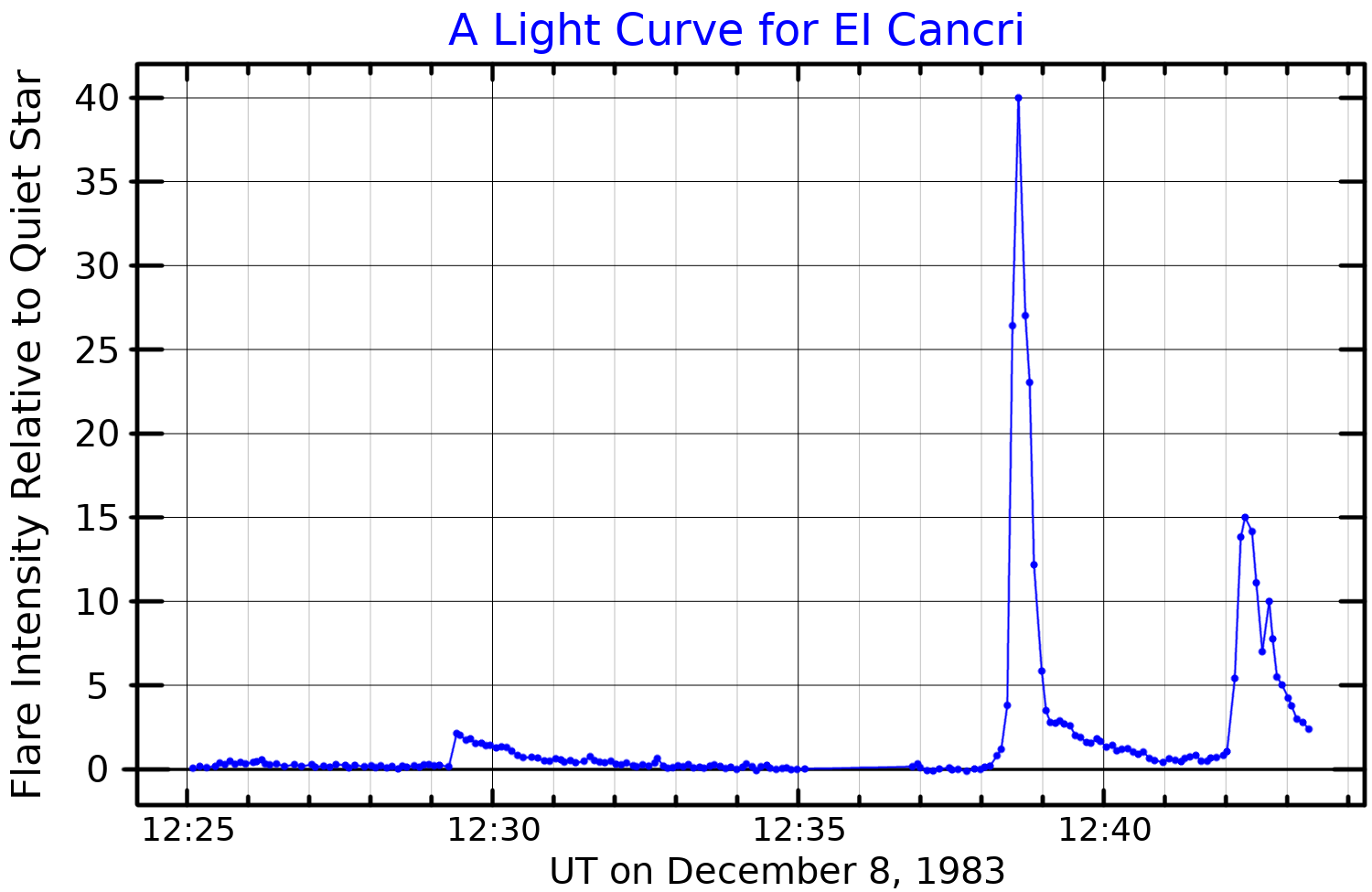
Lichtkromme met enkele flares van GJ 1116

GJ 1116 is een dubbelster met een magnitude van +14,06 in het sterrenbeeld Kreeft met een spectraalklasse van M7V en M7V. De ster bevindt zich 16,8 lichtjaar van de zon.